# Свети Никола (Лешани)
Вижте пояснителната страница за други значения на Свети Никола.
„Свети Никола“ (на македонска литературна норма: „Свети Никола“) е православна църква, разположена в село Лешани, Северна Македония.
Църквата е главният храм на Лешани след западането на „Успение Богородично“. Представлява гробищен храм, разположен в югоизточната част на селото. Изградена от 1909 до 1919 година, а е осветена в 1920 година. Иконите на иконостаса са изработени от Русалим Кръстев от Лазарополе в 1909 година. В 1976 година е разрушена и е построен сегашният храм, в който са пренесени престолните и празничните икони от „Света Богородица“, дело на Русалим Кръстев.